# Critérium du Dauphiné libéré 1997
La 49e édition du Critérium du Dauphiné libéré a lieu du 8 au 15 juin 1997. La course est partie de Grenoble pour arriver à Chambéry. Elle a été remportée par l'Allemand Udo Bölts de l'équipe Telekom.

## Les étapes
| Étape     | Date    | Villes étapes                            | type                        | Distance (km) | Vainqueur d'étape        | Leader du classement général |
| --------- | ------- | ---------------------------------------- | --------------------------- | ------------- | ------------------------ | ---------------------------- |
| Prologue  | 8 juin  | Grenoble – Grenoble                      | prologue                    | 5,1           | Chris Boardman           | Chris Boardman               |
| 1re étape | 9 juin  | Grenoble – Villeurbanne                  |                             | 167           | Djamolidine Abdoujaparov | Chris Boardman               |
| 2e étape  | 10 juin | Champagne-au-Mont-d'Or – Le Puy-en-Velay |                             | 216           | Viatcheslav Ekimov       | Viatcheslav Ekimov           |
| 3e étape  | 11 juin | Le Puy-en-Velay – Beaumes-de-Venise      |                             | 208           | Djamolidine Abdoujaparov | Viatcheslav Ekimov           |
| 4e étape  | 12 juin | Bédarrides – Bédarrides                  | contre-la-montre individuel | 45            | Viatcheslav Ekimov       | Viatcheslav Ekimov           |
| 5e étape  | 13 juin | Cavaillon – Digne-les-Bains              |                             | 169           | Jens Heppner             | Viatcheslav Ekimov           |
| 6e étape  | 14 juin | Digne-les-Bains – Briançon               |                             | 187           | Abraham Olano            | Abraham Olano                |
| 7e étape  | 15 juin | Briançon – Chambéry                      |                             | 182           | Andrei Teteriouk         | Udo Bölts                    |

## Équipes participantes
Quinze équipes participent au Critérium du Dauphiné.
| - BigMat-Aubervilliers 93 - Banesto - Casino - Cofidis |  | - Deutsche Telekom - Kelme-Costa Blanca - Festina - Gan |  | - La Française des Jeux - Lotto-Mobistar - Mutuelle de Seine-et-Marne - Once |  | - Rabobank - Post Swiss Team - US Postal Channel |

## Classement général
|     | Cycliste           | Équipe            | Temps               |
| --- | ------------------ | ----------------- | ------------------- |
| 1er | Udo Bölts          | Deutsche Telekom  | en 30 h 49 min 58 s |
| 2e  | Abraham Olano      | Banesto           | + 13 s              |
| 3e  | Jean-Cyril Robin   | US Postal Service | + 1 min 42 s        |
| 4e  | Michael Boogerd    | Rabobank          | + 2 min 0 s         |
| 5e  | Andrei Teteriouk   | Lotto-Mobistar    | + 4 min 9 s         |
| 6e  | François Simon     | Crédit agricole   | + 4 min 12 s        |
| 7e  | Christophe Moreau  | Festina-Lotus     | + 4 min 17 s        |
| 8e  | Viatcheslav Ekimov | US Postal Service | + 5 min 3 s         |
| 9e  | Mikel Zarrabeitia  | Once              | + 6 min 26 s        |
| 10e | Manuel Beltrán     | Banesto           | + 7 min 58 s        |